# Kotys I
Kotys I (grekiska Κότυς) var en forntida konung i Thrakien omkring år 380 f.Kr. Han föddes under Seuthes I:s välde, och blev kung efter att ha mördat den förre kungen Hebryzelmis. Kotys var svärfar till fältherren Ifikrates och ägde attisk medborgarrätt, men råkade sedan i krig med atenarna, som understödde hans fiender. Han lönnmördades år 358 f.Kr.